# 오렌지 나라
"오렌지 나라"는 한국에서 제작된 유진선 감독의 1993년 영화이다. 김민종 등이 주연으로 출연하였고 진성만 등이 제작에 참여하였다.

## 출연

### 주연
- 김민종
- 강민경 (배우)
- 민소원

## 기타
- 조명: 이억만
- 조감독: 서석환
- 조감독: 남경철
- 조감독: 김형태